# Bäckvägen, Stockholm

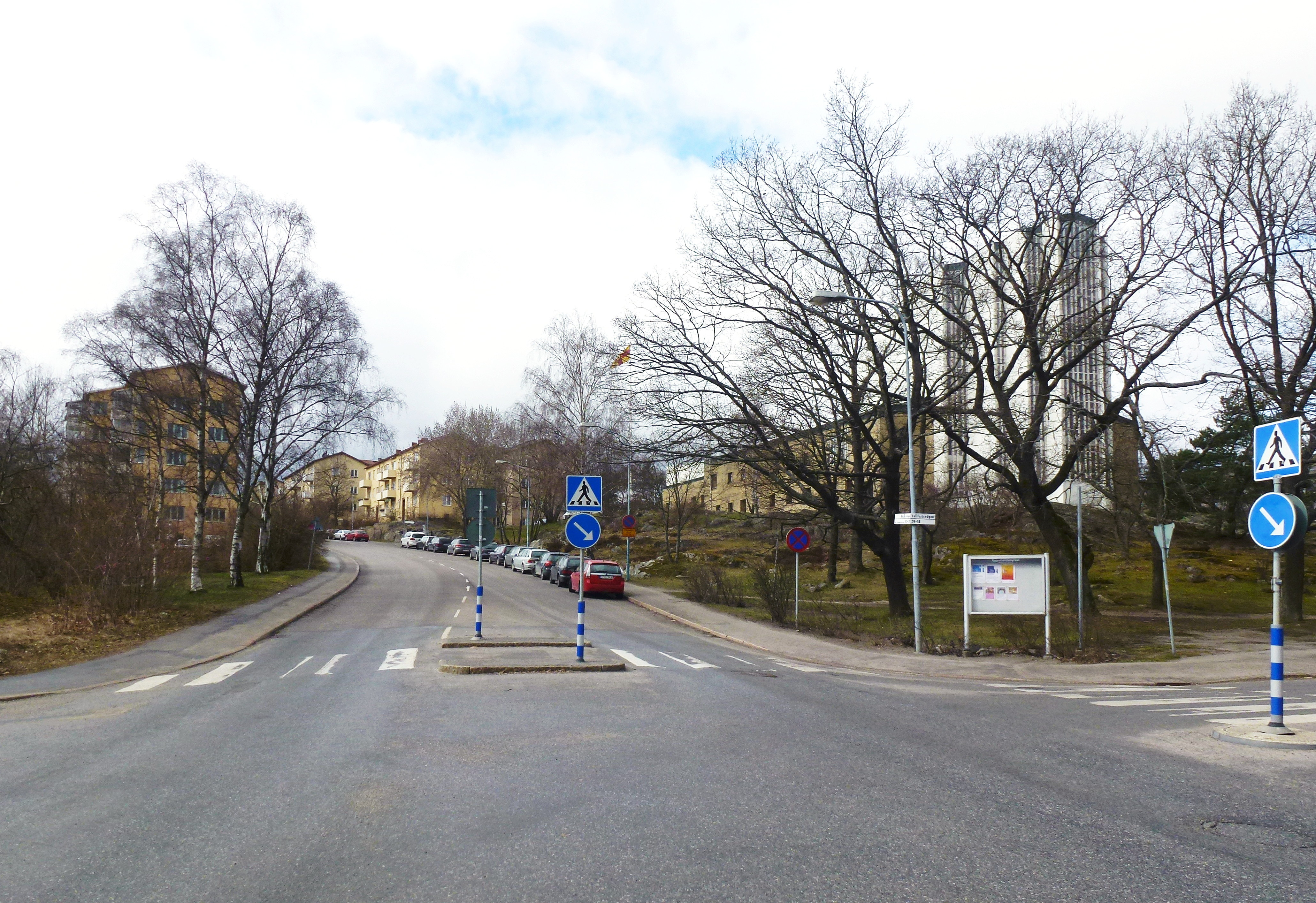
Bäckvägen västerut med Uppenbarelsekyrkan till höger.

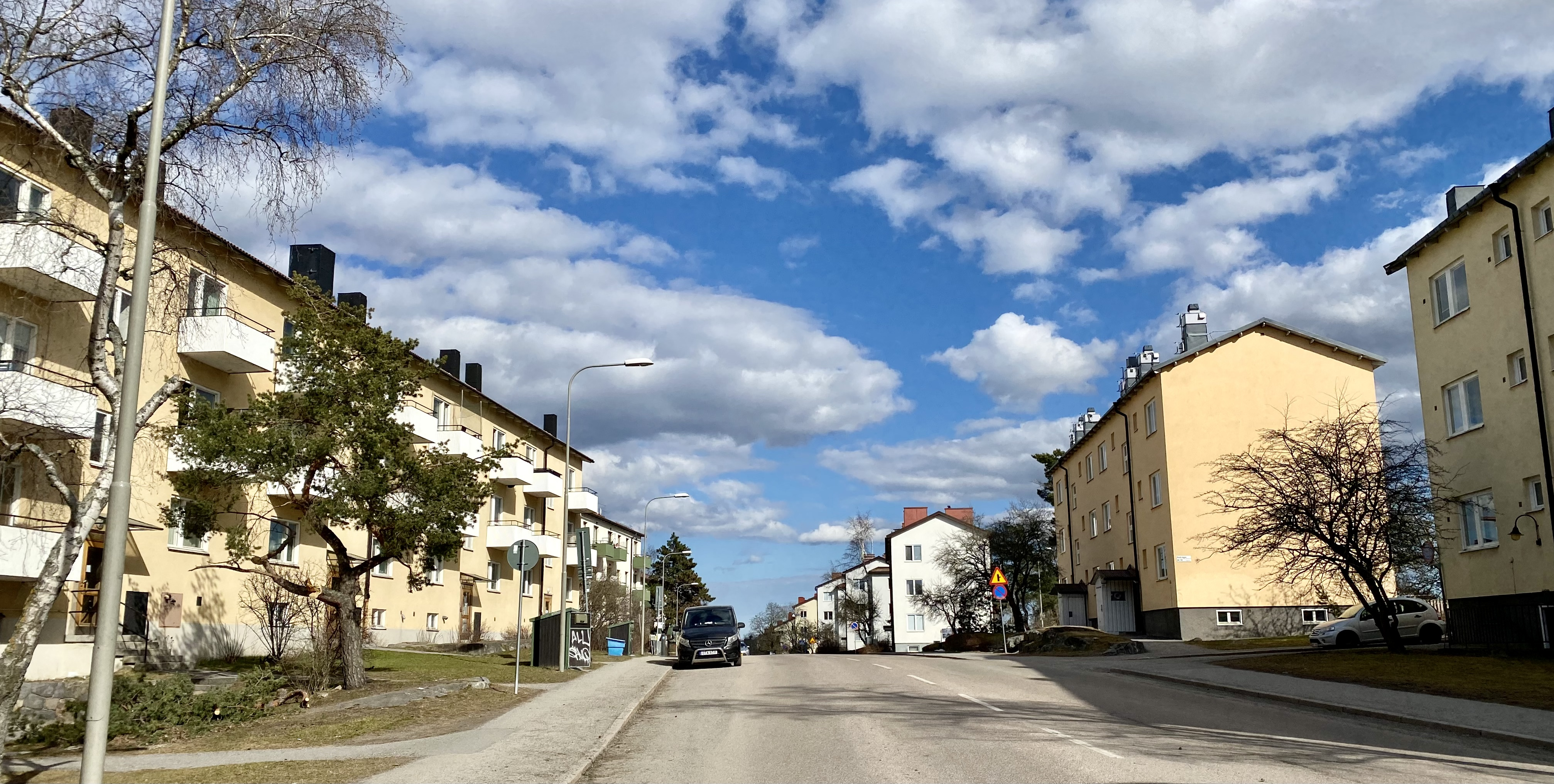
Funkishus från 40-talet på Bäckvägen.

Bäckvägen är en gata inom stadsdelarna Hägerstensåsen och Midsommarkransen i Söderort inom Stockholms kommun. Bäckvägen fick sitt namn 1924 och är tillsammans med närbelägna kvarteret Bäckkällan uppkallad efter en bäck som har sitt utlopp österut i Årstaviken.

## Beskrivning
Gatan börjar i norr från Tellusborgsvägen vid den korsning där den numera nedlagda Hägerstens brandstation ligger. Vid Bäckvägen (mittemot brandstationen) finns ingången till Nässlan, som var en skyddad civil ledningscentral i krigsfall (så kallad Framskjuten enhet) med skydd för brandkårens fordon. Gatan följer sedan krönet på själva åsen i Hägerstensåsen och avslutas efter cirka en kilometer vid korsningen Valutavägen/Sparbanksvägen högst uppe på åsen. Utmed vägen ligger Uppenbarelsekyrkan i Hägersten samt smalhus uppförda på 1940-talet och ritade av bland andra Rolf Hagstrand, Ernst Grönwall och Edvin Engström. Vid Bäckvägen 41 står ett nytt bostadshus kallat "Flora" och utvalt till en av tio kandidater till Årets Stockholmsbyggnad 2021.

### Bilder, byggnader vid gatan

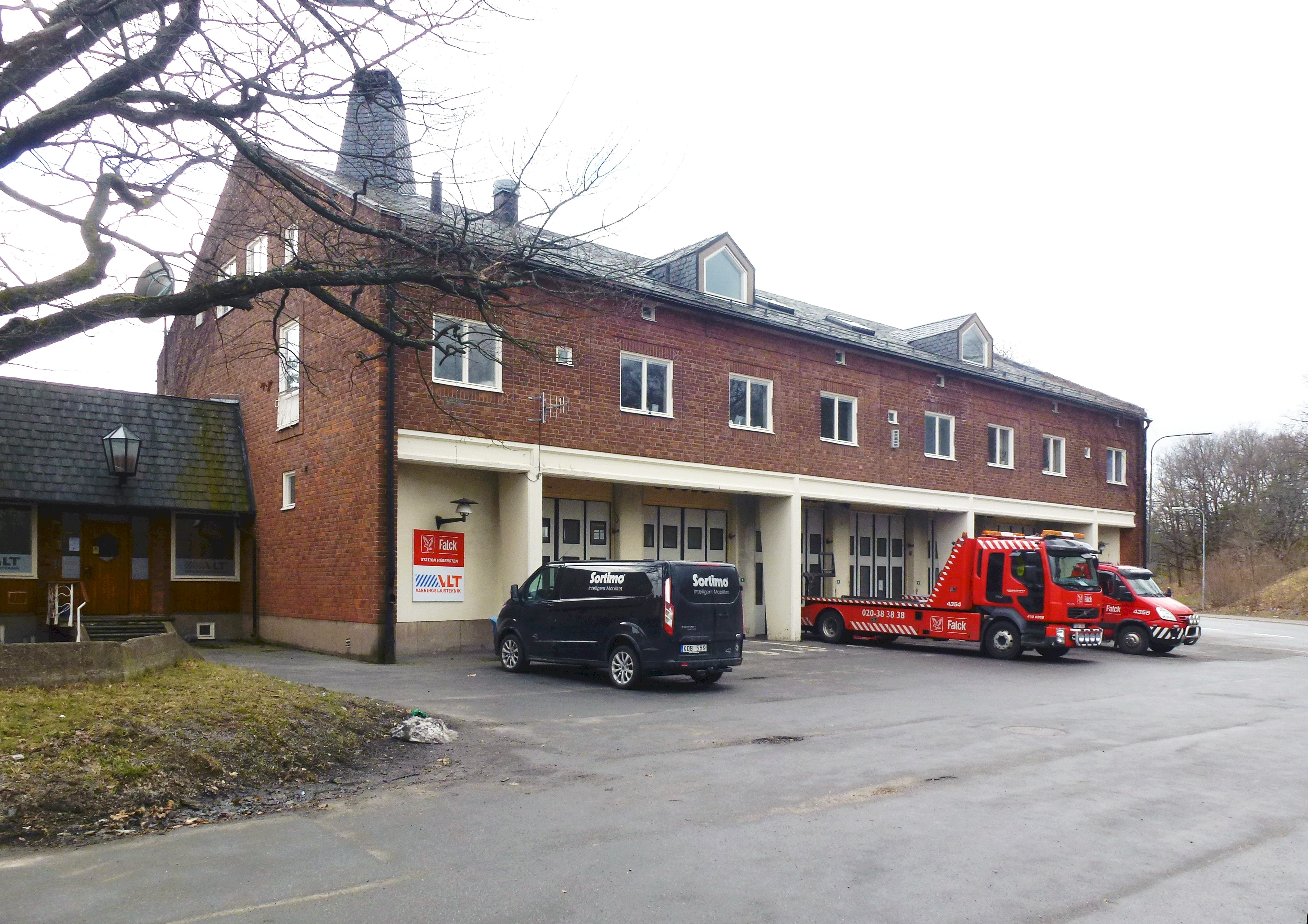
Hägerstens brandstation.
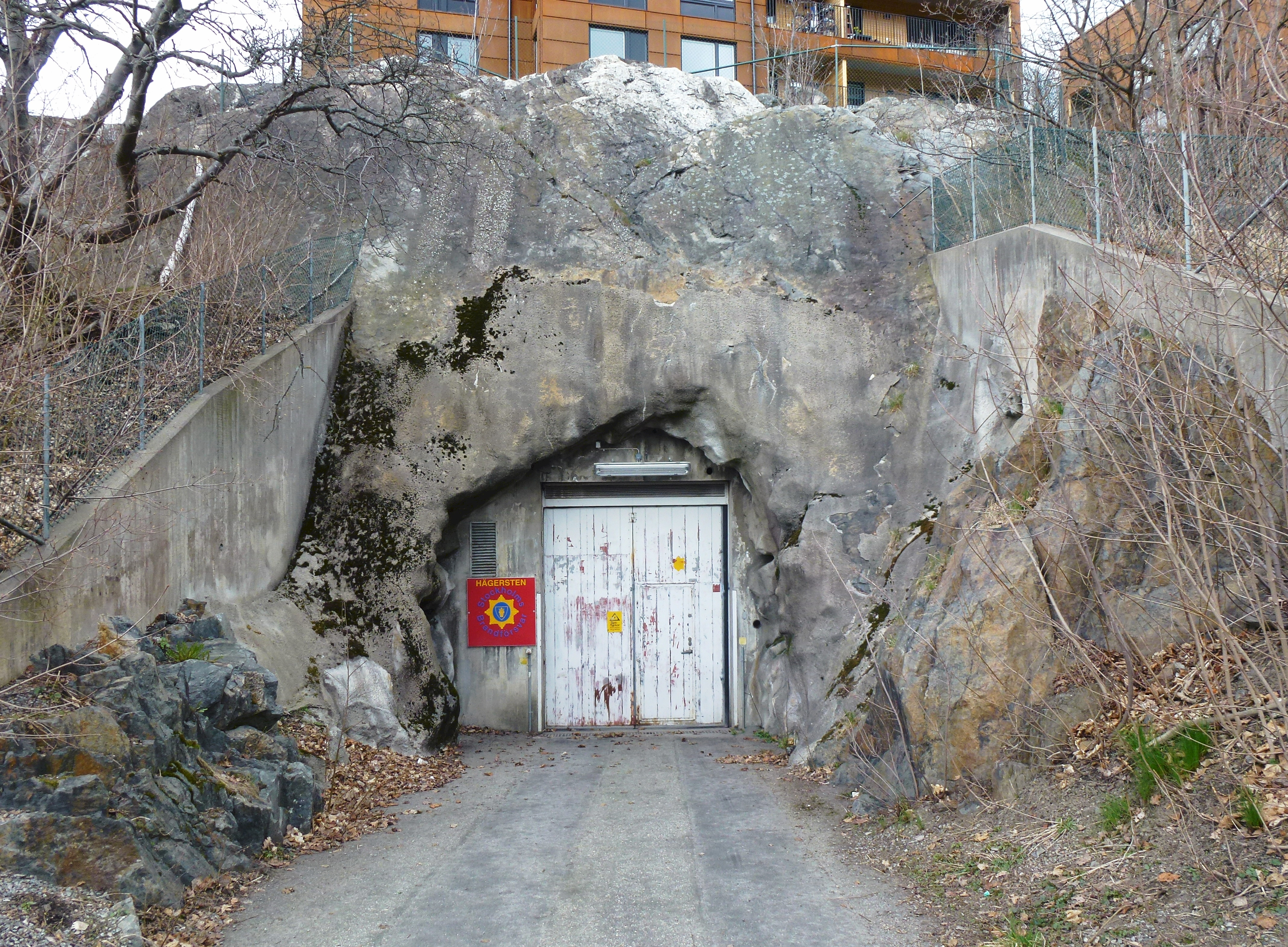
Infart till "Nässlan".
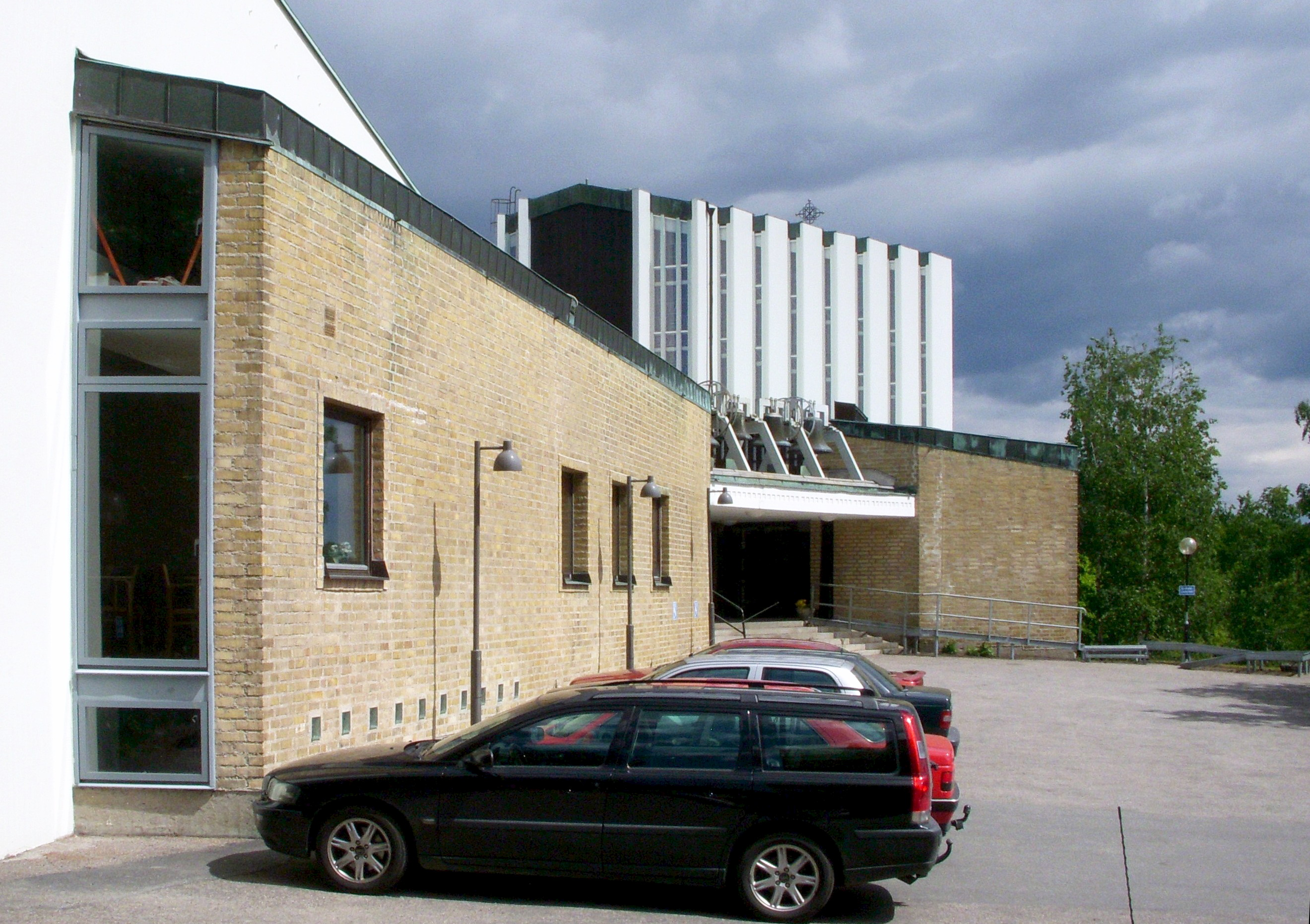
Uppenbarelsekyrkan.
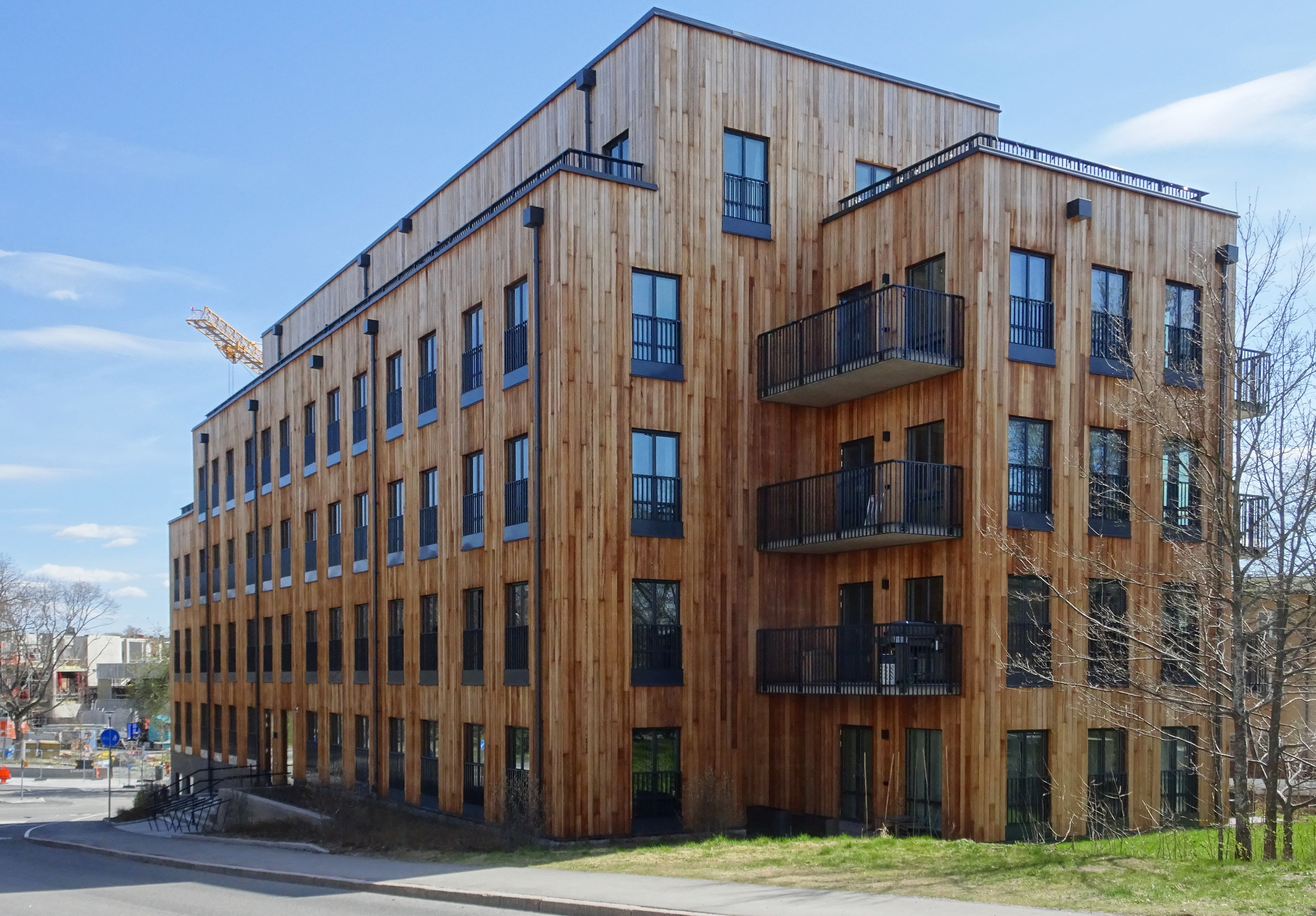
Bostadshuset "Flora".